# 洗马河水库 (思茅)
洗马河水库，位于中华人民共和国云南省普洱市城区东郊，是思茅河支流洗马河上的一座小（1）型水库。洗马河因传说三国諸葛亮南征到此，曾在河边洗刷战马而得名。水库工程于1955年12月开工建设，1965—1983年曾进行过两次加固处理。水库总库容420万立方米，兴利库容400万立方米，正常蓄水位1317.9米，水面面积40公顷。水库大坝为均质土坝，坝高15米，坝顶长169米。洗马河水库是普洱思茅城区的饮用水源，每年供水200万～300万立方米。库区建有洗马河公园，为思茅城区重要景点。